# Cuissot
Ne doit pas être confondu avec cuisseau.

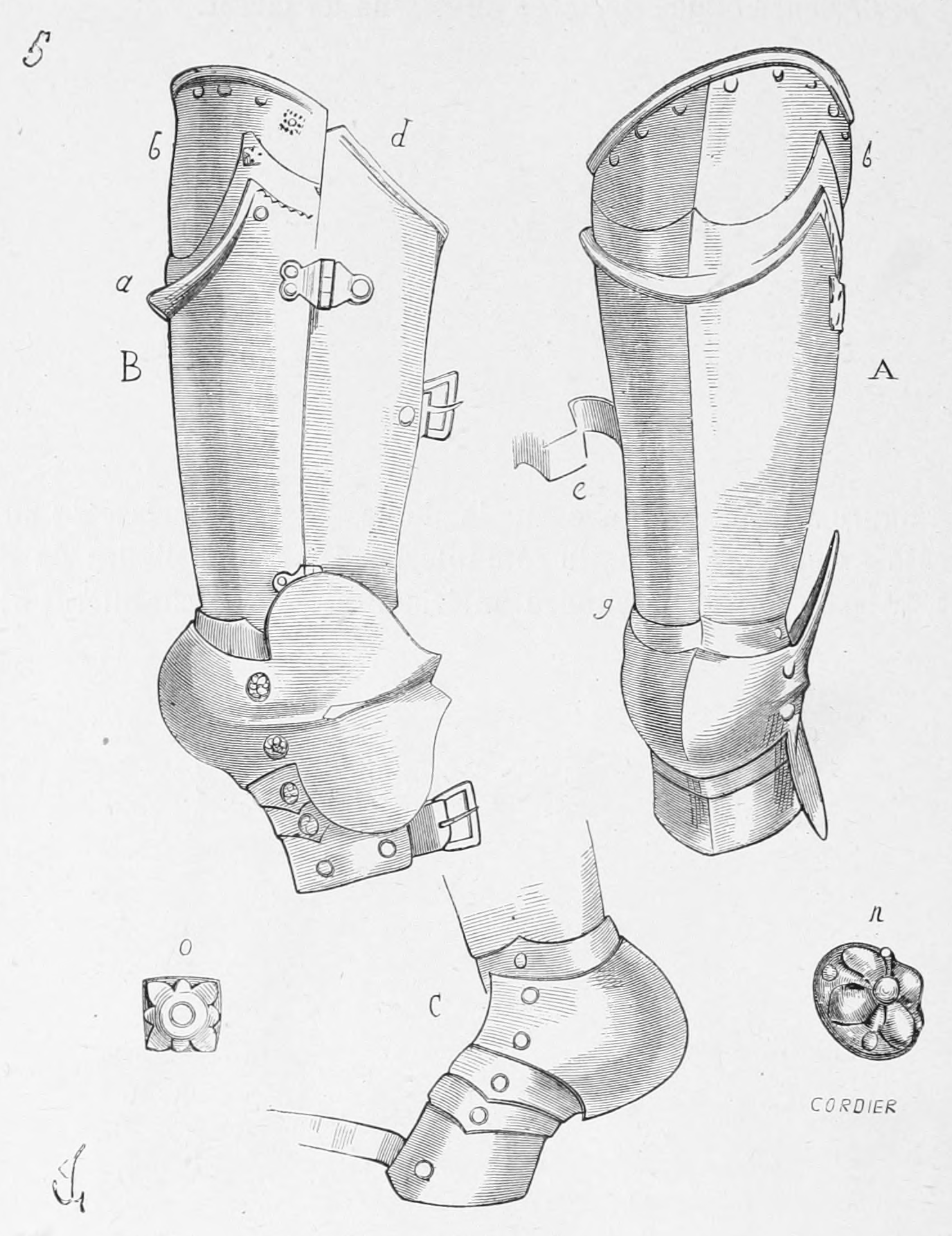
Partie d'une armure permettant de protéger la cuisse

Le cuissot (orthographe classique) ou cuisseau (orthographe réformée de 1990)[source insuffisante] est une cuisse de gibier de forte taille. Les cuissots ou cuissards sont aussi des pièces constitutives de l'armure destinées à protéger les cuisses. Les cuissots étaient fixés sur les cuisses au moyen de lanières de cuir.

## Morceau de gibier
Il s'agit de la cuisse de gros gibier (cerf, sanglier, chevreuil). Il se distingue du cuisseau qui est la partie du veau qui comprend la cuisse et la région du bassin.

## Pièce d'armure
Lorsque le cuissot fait son apparition au milieu du XIVe siècle, les cuisses ne sont alors protégées que par la jupe du haubert, le gambison ou la cotte d'armes. Les premiers cuissots étaient d'une seule pièce. Plus tard, à la fin du XVe siècle, les cuissots sont courts, et formés de plusieurs lames articulées. 
Par ailleurs, les cuissots destinés aux combattants à cheval ne comportent pas de partie postérieure.